# Ray Swinfield
Raymond Swinfield (Sydney, 14 december 1939 - Londen, 4 oktober 2019)) was een Australische, in Engeland wonende jazz- en studiomuzikant. Hij speelde saxofoon, klarinet en fluit en was ook componist.
Swinfield werkte vanaf het midden van de jaren 60 in Engeland met o.a. Quincy Jones, Robert Farnon, Henry Mancini, Pat Williams, Ella Fitzgerald, The Beatles (Penny Lane, 1967), Phil Woods, Michel Legrand, Kiri Te Kanawa, Elf, Brian Auger, Stéphane Grappelli, Johnny Mercer, Mel Tormé, Björk en J. J. Johnson. Hij was lid van het Indo-British Ensemble (o.a. met Kenny Wheeler), de 'David Lindup Big Band' en het 'John Dankworth Orchestra'.
In 1962 schreef hij (in Australië) het nummer When You Find Your True Love, dat werd opgenomen door Patsy Ann Noble, later componeerde hij onder meer Sydney Suite, Rain Curtain, Caroline en Thinking On It. Hijn bracht meerdere albums onder eigen naam uit, waarvan enkele door Gramophone Jazz Journal tot Album van het jaar werden uitgeroepen. In de jazz nam hij tussen 1963 en 2002 deel aan 46 opnamesessies. Swinfield woonde jarenlang in Londen. Vanaf 2002 was hij ziek, hij kreeg Ziekte van Parkinson en de laatste jaren van zijn leven werd hij ook nog dement, hij werd 79 jaar oud.

## Discografie (selectie)
- One for Ray (Morgan Records, 1968)
- Rain Curtain (Piccadilly, 1980), met Chris Laurence, John Aue, Art Morgan, Dick Abell, John Pearce
- The Winged Cliff (Merlin Records, 1982)
- Angel Eyes (Wave Records, 1983)